# Cristóbal Humberto Ibarra
Cristóbal Humberto Ibarra (9 de mayo de 1920 en Zacatecoluca; febrero de 1988 en San Salvador) fue un poeta, ensayista y narrador salvadoreño.

## Vida
Estudió Filosofía y Literatura en la Universidad Nacional de La Plata en Argentina. Desde joven, se unió al Grupo Seis, una asociación de escritores vanguardistas que, en sus obras, se oponían al dictador Maximiliano Hernández Martínez. A partir de 1959, fue Primer Secretario y Encargado de Asuntos Culturales de la embajada salvadoreña en Chile. A mediados de la década de 1960, regresó a El Salvador y asumió la dirección de la Escuela de Periodismo en la Universidad de El Salvador.

## Obras
Por su novela Tembladerales (1957), recibió el Premio Centroamericano de Novela, y por Francisco Gavidia y Rubén Darío (1957), obtuvo el Premio Centroamericano de Ensayo. Su relato El cujarón (1958) le valió el Premio en los Juegos Florales de San Salvador, mientras que por Cuentos breves para un mundo en crisis (1968) recibió el Premio Juegos Florales Centroamericanos. Con su poemario Elegía a Oswaldo Escobar Velado, ganó en 1969 el premio de la Olimpiada Cultural Centroamericana. Su libro Cuentos de sima y cima cuenta con un prólogo de Miguel Ángel Asturias, quien lo describe como 'el autor que mide el verso con la vara de la gracia'.  La novela es un valioso ejemplo de literatura regionalista, que fue una de las primeras formas de expresión del realismo social en América Latina.

## Publicaciones
- La extranjera (1951)
- Elegía de junio (Fragmentos) (1953)[7]
- Tembladerales, 1957[8]
- Pagio Superior, 1965
- Cuentos breves para un mundo en crisis, 1967
- Cuentos de sima y cima, 1977[2]

## Premios
- Recibió la Medalla Francisco Gavidia en el Ateneo de El Salvador, 1986.
- Le otorgaron premio en los Juegos Florales de San Salvador con “El cuajarón”, 1959[2]